# 理查德·梅纳茨哈根

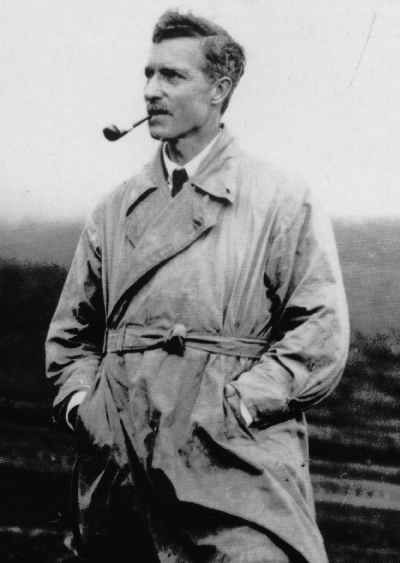
理查德·梅纳茨哈根，1922年

理查德·亨利·梅纳茨哈根（英語：Richard Henry Meinertzhagen，1878年3月3日—1967年6月17日）是英国军人（最高軍銜為上校）、情报军官以及鸟类学家。

## 家庭与早年生涯
梅纳茨哈根出生于一个富裕并广有社会关系的英国家庭。其父丹尼尔·梅纳茨哈根四世是一个著名商业银行的掌门人，在当时的影响仅次于罗斯柴尔德家族。其母是乔治娜·波特，她的姐姐是伦敦政治经济学院的创办者之一。从他的名字可以看出，梅纳茨哈根家族的祖先来自于德国，事实上，梅纳茨哈根是德国一个城镇的名字。不过从他母亲的世系上来讲，他又拥有着英国血统。据他自己讲，他的亲戚中有好多是“不列颠的各界名流”。他还曾怀疑过自己拥有一部分西班牙的王室血统。
梅纳茨哈根在幼年就读的第一所学校是英国北部的艾斯加思学校，后转至苏塞克斯的方特希尔，并最终转到了著名的哈罗公学。从入学年份上来看，他应该是丘吉尔的同辈校友。1895年，理查德极不情愿地进入家族银行，为办事员。他一度到德国科隆和不莱梅的分支机构工作，虽然依然没有提起对银行行业的兴趣，但却学会了德语。他于1897年回到英国，后在其父的鼓励下加入了一个地方民兵组织“汉普郡自由民团”。
他在幼年时代就有观鸟（以及打鸟）的爱好，这一爱好来源于著名哲学家赫伯特·斯宾塞的启发。斯宾塞同达尔文（也是梅纳茨哈根家族的友人）一样，是一位忠诚的经验主义者。斯宾塞曾经带领年幼的理查德外出散步，并告诉他要以“观察、记录、解释”的方法来探索自然。

## 军人生涯
理查德对于家族银行事业完全没有兴趣，因而决定从军。他于1899年加入皇家燧发枪团，而后随队被派往印度。他的经历与一般士兵大为不同：打猎、请病假回国，却依然得到晋升。病愈后，他被分派到缅甸的曼德勒，而后，他开始奔走来争取去非洲，1902年5月，他如愿以偿的来到了英属东非的蒙巴萨。

### 在非洲
来到非洲后，梅纳茨哈根被指派为皇家非洲步枪团的一名参谋军官。在这里，他一如既往地打猎，不过据他自己说这次是颇具科学精神与目的的：“不仅是一名士兵，更应是探险家与科学工作者”。他绘制了大量地图以及风景和动物画，在其中他也显示了非凡的艺术天赋。1903年，他还被指派去进行一项针对野生动物的调查研究。
梅纳茨哈根在非洲服役期间，各殖民地经常发生起义与抵抗活动。1903年，皇家步枪团决定以没收牲畜的方式来镇压抵抗活动，于是乎士兵们开始像牛贩子一样四处轰牛。梅纳茨哈根参加过其中的一次行动。英国人抢走11000头牛，代价是3人死亡，33人受伤；而当地人则死亡了1500人之多。
1905年，梅纳茨哈根参与镇压了一次南迪人起义。1905年10月19日，他趁握手之机射杀了前来谈判的南迪人精神领袖（亦是起义领导者）。而后他设法掩盖了这一不利事实，并且还因为此次行动而获得了表彰。不过，在三次质询之后，梅纳茨哈根还是被旅长除名。在此之后，他收集了一些非洲艺术品，其中就包含被他枪杀的部落首领所使用的手杖等遗物，这一部分物品直到2006年才交还给肯尼亚。由于殖民当局对战争部施加了压力，梅纳茨哈根很快被调离非洲。1906年5月28日，他登上了返回英国的轮船，并且“成为了一个名声扫地的负面典型”。
1906年剩下的时间里，梅纳茨哈根上尉一直在进行他所反感的沉闷案头工作。不过，他通过在高层的关系到底重新得到了重返非洲的机会。1907年2月3号，他来到南非开普敦，加入燧发枪团的南非第三营，并在那度过了其后的两年。后来他又到过毛里求斯，并与1913年再次被派到印度。
一战爆发后，他在英国远征军中任参谋军官，他的绘图能力在此颇得赏识。不过在坦噶和乞力马扎罗的战役中，他严重错估了德军殖民地部队的实力，造成了不良的影响。从1915年1月到1916年8月，梅纳茨哈根一直驻扎在内罗毕，任英国远征军在东非战场的情报负责人。他于1916年二月获优异服务勋章。他于当年11月调回英国。

### 在巴勒斯坦
在巴勒斯坦和西奈半岛作战期间，梅纳茨哈根经常使用所谓的“布袋诡计”。他用袋子装上假冒的英国军事文件，并且故意让土耳其军队获得这些假情报。他以此获得了比尔沙巴和加沙战役的胜利，这一内容在1987年的电影《轻骑兵》中有所表现。1917年底，梅纳茨哈根没再参加一次战斗，于是又被调回英国，再度做起了文案工作。

### 在法国及其以后
1918年的头大半年，梅纳茨哈根都一直在英法之间往返传递情报，而后在法国常驻统帅部。停战后，梅纳茨哈根于1919年参加了巴黎和会，并做过埃德蒙德·艾伦比的首席政治参谋，并参与策划了英国对巴勒斯坦的托管。这一情节曾出现在1990年的电影《危险分子：阿拉伯的劳伦斯》中，他在其中还是个主要角色。他的未发表的日记中还记载，他还参与营救过一位沙皇俄国大公夫人。
以色列历史学家汤姆·西格夫认为梅纳茨哈根“既是个反犹太分子，又是个犹太复国主义者”，在梅纳茨哈根的《中东手记》中，他写道：“我心里充满着反犹太主义的情感。一想到复活锡安的重任要由犹太人而不是基督徒来完成，一想到这一切要以犹太人的意志和犹太人的金钱来实现，我就感到这真是恶劣以极。”
他有着记日记的习惯，后来他出过四本基于日记内容的著作。不过，《中东手记》中有许多内容都不甚可信，其中包括一部分关于T·E·劳伦斯（所谓“阿拉伯的劳伦斯”是也）的内容以及关于希特勒的荒诞不经的记载。有一段是这样讲的：1934年十月，梅纳茨哈根见到希特勒。希特勒抬起手臂行了个纳粹礼并说：“希特勒万岁！”，梅纳茨哈根想了一会，也抬起手臂行了同样的礼，并喊；“梅纳茨哈根万岁”。还有一段写得是他于1939年7月拜见希特勒和里宾特洛甫（纳粹德国外长）时身上带了手枪，后来他深为没有射杀希特勒而后悔不已。不过有人认为梅纳茨哈根篡改过他自己的日记。现在该日记原本保存在牛津大学图书馆中，其中一部分的纸张和打字字迹有变化，有一部分的页码不正确。

### 军衔晋升
1899年一月获少尉军衔；
1900年升中尉；
1905年2月升上尉；
1915年9月升少校；
1918年3月获荣誉中校；
1918年8月获荣誉上校。
不过，至他到1925年退伍时，其实际军衔仍然是少校。英国军队允许其成员保有战时获得的最高军衔，因此一般称其为上校。
梅纳茨哈根于1939年再度入伍，进入情报部门工作并获中校军衔，但其职责主要在于疏通公共关系。

## 性格
早期的传记中，梅纳茨哈根被描写成一位英勇的传奇人物。劳伦斯曾在1919年和1921年与他短暂共事过，他在名作《智慧的七柱》中对
其有一段模棱两可的描述：
“这个人不讲什么中庸之道。他是个理想主义者，又喜欢以恶劣的手段来成就好事。他长于策略、精通地理，控制欲强，而且经常使用各种手段来其欺骗敌人（也愚弄同事）。他有着强壮的身体和充满野蛮想法的头脑......”
他在印度时曾在盛怒之下杀死过自己的一名助手，但在警察的帮助下得以蒙混过关，将那人的死亡假报为瘟疫。他仇视甘地，认为印度人根本没有治理自己国家的能力。苏格兰作家加文·麦克斯韦曾回忆说他小时后又一次梅纳茨哈根到他家里，他的父母吓唬他说：“这个人赤手空拳都能杀人！”
梅纳茨哈根的第二任妻子在1928年与苏格兰一偏僻村庄身亡，官方说法是她在与丈夫练习射击时不慎以左轮枪击中头部而死。但也有人说是由于梅纳茨哈根害怕妻子会把他的造假与劣迹公之于众而开枪杀死她的。
妻子死后，他又遇到了小她33岁的家庭女佣兼秘书特蕾莎·克雷。他们共同研究过鸟类，特蕾莎还整理过梅纳茨哈根颇为繁杂的鸟虱标本。梅纳茨哈根对外宣称特蕾莎是他的秘书或者表亲，甚至称其为外甥女。
梅纳茨哈根把自己性格中的邪恶成分归咎为童年在寄宿学校受到老师的虐待，以及母亲的漠不关心。他写道：
“我现在仍能回想起当时的痛楚来。我感到我心中善良的那部分消失了，取而代之的是邪恶。而我消失的的善良再也没有回来过。我感到上帝遗弃了我。我现在性格中的缺陷全都可以追溯到我在寄宿学校被殴打、被虐待的日子。”

## 梅纳茨哈根的秘密
梅纳茨哈根于1967年去世。在那之后有三本关于他的传记结集出版。他被描述为一位接触的政治家和科学工作者，一生为保卫大英帝国而战斗，并为丘吉尔、劳合乔治和劳伦斯等名人信赖和器重。然而，布莱恩·加菲尔德2007年出版的书《梅纳茨哈根的秘密》中认为梅纳茨哈根是一个十足的大骗子外加吹牛家。他的很多“光辉事迹”都是出于伪造。比如关于他拜会希特勒的事情，就在英德两国的档案和报刊中毫无踪迹。

## 动物学研究
梅纳茨哈根从小就对自然抱有浓厚兴趣。他经常照相、绘图并向客人饶有兴致地描绘雨林和雪山的风光，并且探索新品种的蝙蝠和鸟虱。他后来成为英国鸟类学协会的主席，并获有戈德曼-沙尔文勋章。英国自然历史博物馆有一间房间就是以梅纳茨哈根命名的。他率先将非洲巨林猪的标本送回国内，以此得到了一系列国际声誉。巨林猪的拉丁名“Hylochoerus meinertzhageni”中，后面一个词就来源于梅纳茨哈根。1903年他曾经探索非洲，到达了从前欧洲人没有到过的地方。他还发现并命名过阿富汗雪雀等生物。
1930年，他负责编辑了朋友尼科所著的《埃及鸟类》一书。尼科是吉萨动物园的助理园长，一直希望写一本埃及鸟类的专著，但还没有完成就于1925年去世。梅纳茨哈根接手过来，将其完成并收录了一部分自己的研究成果。最后出版的书名是《尼科氏埃及鸟类典》，作者署名则是“梅纳茨哈根上校”。
1948-49年他曾同菲利普·克兰西博士一起赴中东和非洲等地研究鸟类学。
梅纳茨哈根出版过大量鸟类学研究专著，并藏有大量鸟类和鸟虱的标本，因此一度被认为是英国最权威的鸟类学家。但他1954年的著作《阿拉伯鸟类》一书中他据信使用了他人未出版的内容。90年代，罗斯柴尔德自然博物馆研究梅纳茨哈根的鸟类收藏后发现认为其中多有伪造和抄袭，其中有的属于其他学者，有的甚至属于自然历史博物馆。

## 著作
梅纳茨哈根一生颇撰写过一些科研著作以及关于其情报工作的著作，包括：
1930 – Nicoll’s Birds of Egypt. (Ed), (2 vols). London: Hugh Rees
1947 – The Life of a Boy: Daniel Meinertzhagen, 1925-1944. Edinburgh: Oliver & Boyd
1954 – Birds of Arabia. Edinburgh: Oliver & Boyd
1957 – Kenya Diary 1902-1906. Edinburgh: Oliver & Boyd.
1959 – Middle East Diary, 1917-1956. London: Cresset Press
1959 – Pirates and Predators. The piratical and predatory habits of birds. Edinburgh: Oliver & Boyd
1960 – Army Diary 1899-1926. Edinburgh: Oliver & Boyd
1964 – Diary of a Black Sheep. Edinburgh: Oliver & Boyd

## 在文艺作品中出现
1987年的电影《轻骑兵》中，由安东尼·安德鲁斯扮演。在片中梅纳茨哈根是情报官兼鸟类学者，但影片说他的名字来源于丹麦。
1990年的电视电影《危险人物：阿拉伯的劳伦斯》中，由吉姆·卡特扮演。
在电视剧《少年印第安纳琼斯》中，梅纳茨哈根曾在其中两集中出现。